# Мъйно Мъйнов
Мъйно Иванов Мъйнов е български офицер, полковник.

## Биография
Мъйно Мъйнов е роден на 17 август 1900 г. в пловдивското село Зелениково. През 1923 г. завършва Военното училище в София. От 1929 г. служи в Лейбгвардейския конен полк, а на следващата година е преместен в четвърти конен полк. През 1931 г. служи в трети конен полк. От 1934 г. е командир на ескадрон в Лейбгвардейския конен полк. През 1936 г. е назначен за командир на обозната рота към втора интендантска дружина. Бил е командир на рота във втори инженерен полк (1937), командир на рота в девети пехотен пловдивски полк (1938) и командир на рота във втори преносим полк (1939). През 1941 г. служи в четвърти конен полк, част от втора конна дивизия. На 14 септември 1944 г. с министерска заповед № 125 е назначен за командир на пети конен полк. От следващата година е командир на шести конен полк. През 1947 г. е временно изпълняващ длъжността командир на конната дивизия. За участието си във Втората световна война е награден с орден „За храброст“, IV степен, 5 клас.

## Военни звания
- Подпоручик (9 септември 1923)
- Поручик (12 октомври 1926)
- Капитан (28 август 1934)
- Майор (6 май 1941)
- Подполковник (14 септември 1944)
- Полковник (9 септември 1945)